# 알레오돈
알레오돈(Aleodon)은 트라이아스기 중-후기에 살았던 키노돈트이며 치니쿠오돈과 자매 분류군 관계이다. 현재 두 종의 알레오돈이 알려져 있는데 한 종은 탄자니아에서 발견된 알레오돈 브라키람푸스(A. brachyrhamphus)이고 다른 한 종은 브라질에서 가장 최근에 발견된 알레오돈 크롬프토니(A. cromptoni)이다.
알레오돈의 속명은 고생물학자 알프레드 크롬프톤(Alfred Walter "Fuzz" Crompton)에 의해 명명되었다. 속명의 뜻은 알레오돈은 이들의 어금니 갈리는 성질을 의미하며, 종명인 "브라키람푸스"는 짧은 주둥이를 의미한다. 그리고 알레오돈 크롬프토니의 종명은 앞서나온 알프레드 크롬프톤의 이름을 따서 지어졌다.